# Mann Helstein
Mann Helstein (18 de febrero 1992) es la violista del grupo estonio Urban Symphony. 
Helstein comenzó sus estudios a la edad de 10 años, aprendiendo a tocar violín. Mann es miembro de varias orquestas internacionales que viajan por toda Europa. Estudia medio ambiente.
Representará a Estonia en el Festival de la Canción de Eurovisión 2009 junto al grupo Urban Symphony. Interpretarán la canción Rändajad.